# Copaifera trapezifolia
Copaifera trapezifolia är en ärtväxtart som beskrevs av Friedrich Gottlob Hayne. Copaifera trapezifolia ingår i släktet Copaifera, och familjen ärtväxter. Inga underarter finns listade i Catalogue of Life.